# Дакунто, Хосе Луис
Хосе́ Луис Дакунто Родригес (исп. José Luis Dacunto Rodriguez; 5 июля 1912, Буэнос-Айрес — неизвестно) — аргентинский футболист, полузащитник. Отец бразильского футболиста Жосе Луиса Дакунто.

## Карьера
Хосе Луис Дакунто начал карьеру в клубе «Альборада». Оттуда в 1934 году он перешёл в «Феррокарриль Оэсте», где дебютировал 23 сентября в матче с «Сан-Лоренсо» (2:3). Там футболист играл до 1938 года, проведя 79 матчей и забив 8 голов. Последней встречей Дакунто в команде стала встреча с «Чакаритой Хуниорс» (2:2) 18 декабря 1938 года. Любопытно, что в первые несколько сезонов в клубе Дакунто играл под именем Роке с документами на имя своего брата.
В 1939 году Хосе Луис, не получив одобрения «Феррокарриль Оэсте», уехал в Бразилию, в клуб «Васко да Гама». 5 марта 1939 года он на пароходе Конти-Гранди прибыл в Рио-де-Жанейро, вместе с ним приплыли другие аргентинцы — Бернардо Гандулья и Рауль Эмеаль. Конфликт между клубами, а в дальнейшем между спортивными федерациями стран пришлось урегулировать уже с помощью ФИФА. В клубе футболист играл до 1942 года, составляя знаменитую международную линию полузащиты команды, прозванную «Три Мушкетёра» (порт.-браз. Tres Mosqueteiros) и состоящую из аргентинца Дакунто, уругвайца Эмануэля Фильолы и бразильца Алберто Зарзура. Все три игрока были выдворены из команды после прихода на пост главного тренера «Васко» Ондино Вьеры, который считал, что эти футболисты имели слишком тесные связи с руководством клуба и оказывали сильное влияние на болельщиков и партнёров по команде.
В 1943 году Хосе Луис перешёл в «Палмейрас», где дебютировал 28 апреля в матче со своей бывшей командой «Васко да Гамой»/ 25 июля 1943 года Дакунто забил первый мяч за клуб, поразив ворота «Сан-Паулу Реилвэй» (8:2) в матче чемпионата штата Сан-Паулу. В следующем сезоне полузащитник помог своей команде выиграть чемпионат штата, а на следующий год покинул клуб. Всего за «Палмейрас» Хосе Луис провёл 57 матчей и забил 8 голов. В 1946 году Дакунто перешёл в «Сантос», где провёл год, сыграв в 62 матчах.
В 1941 году Дакунто участвовал в игре, в которой клубу «Атлетико Минейро» противостояла команда, собранная из уругвайских и аргентинских футболистов, выступавших в Бразилии.

## Достижения
- Чемпион штата Сан-Паулу: 1944